# Gruppo di Leagros

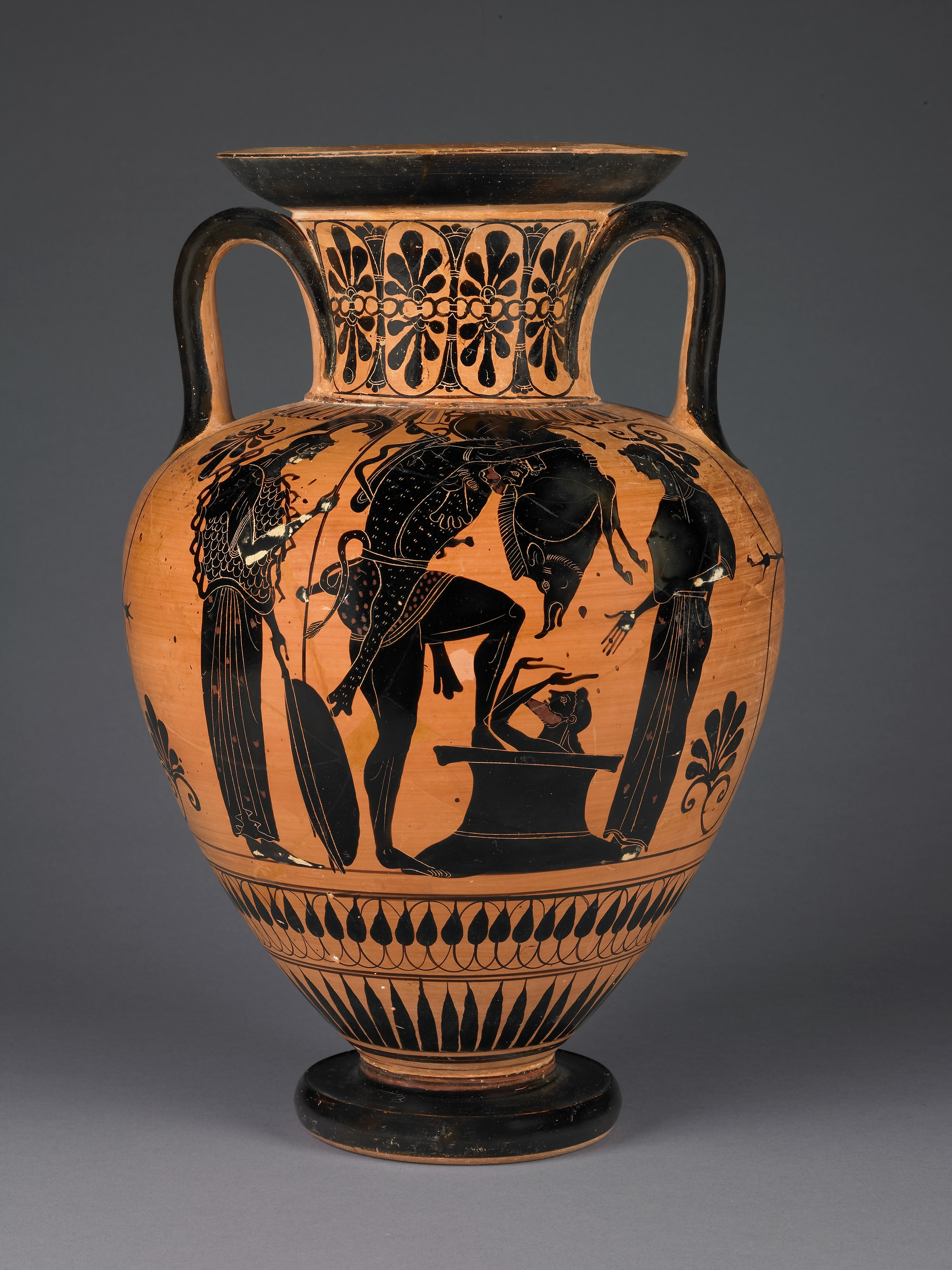
Eracle trasporta il Cinghiale di Erimanto da Euristeo, che si nasconde dentro una capiente giara. Circa 510 a.C. Malibù: Getty Museum.

Gruppo di Leagros è il nome convenzionale attribuito a un insieme di ceramografi forse appartenuti a una stessa officina, attivi in Atene tra il 525 e il 500 a.C., specializzati nella tecnica a figure nere della quale rappresentano l'ultimo grande momento prima del definitivo sorpasso da parte della tecnica a figure rosse. Dal contemporaneo Gruppo dei pionieri questi pittori derivano alcune innovazioni che adattano alla vecchia tecnica senza modificarne l'essenza. La forma vascolare preferita è l'hydria, seguita dall'anfora a collo separato e dal cratere; sono forme dalle superfici ampie che permettono vaste composizioni di figure vigorose impegnate in azioni complesse dove si fa largo uso della sovrapposizione e scarso uso del colore aggiunto. I temi derivano generalmente dalle imprese di Eracle e dalla guerra di Troia; l'invenzione compositiva ed espressiva non disdegna la sperimentazione di scene nuove, mai rappresentate prima della fine del VI secolo a.C. Non ci è giunta alcuna firma sui vasi del gruppo; alcune personalità possono essere distinte dalle altre, ma più frequentemente le realizzazioni sono molto simili e difficilmente distinguibili. La celebrazione del "bel Leagros" nella tipica formula dell'iscrizione kalos è frequente sui vasi a figure rosse dell'ultimo quarto del secolo; essa è presente su sei hydriai a figure nere, cinque delle quali sono state riunite su base stilistica andando a formare il nucleo di partenza attorno al quale sono stati raccolti in seguito più di 400 vasi.

## Opere

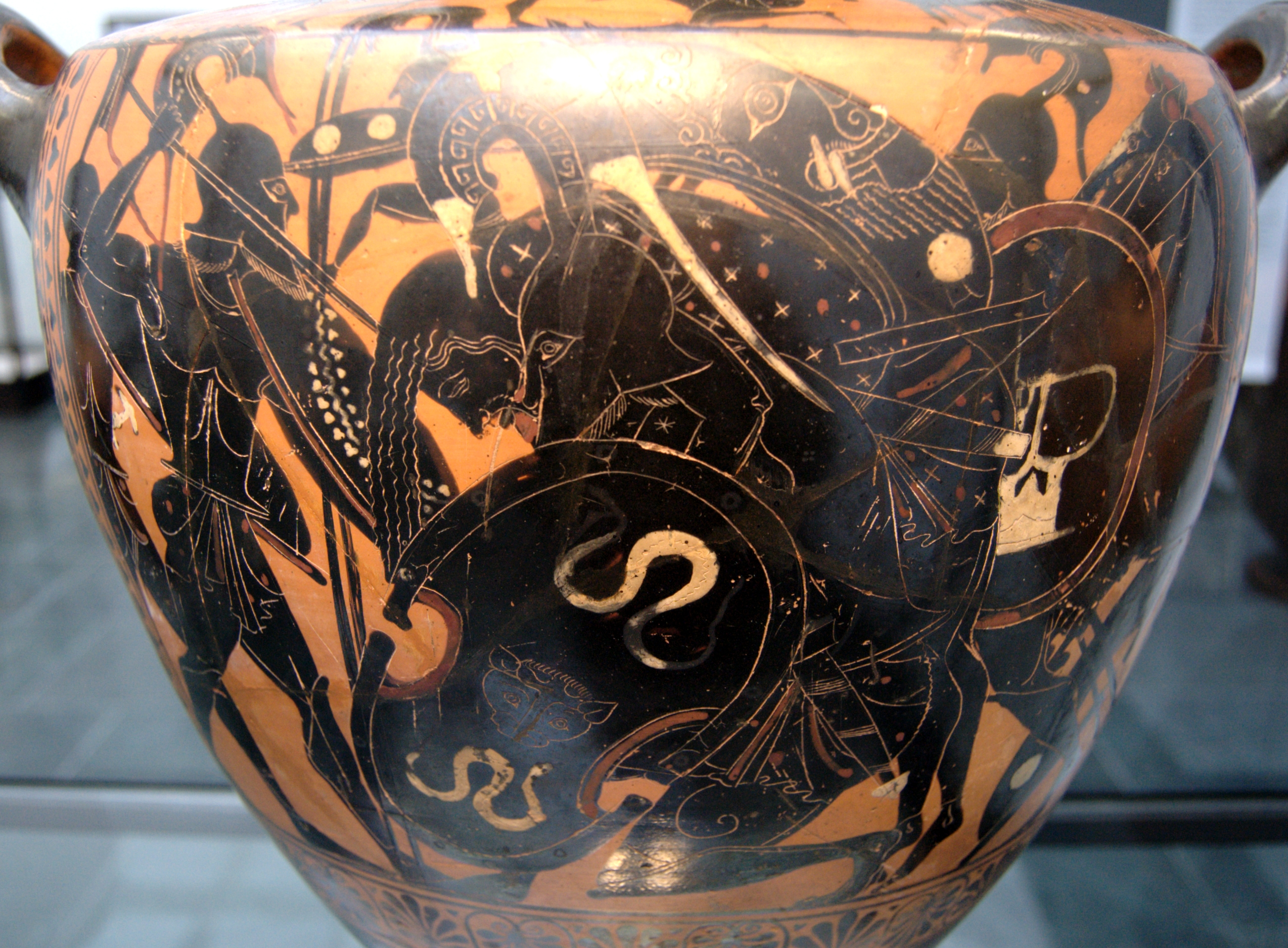
Hydria ateniese a figure nere, Aiace con il corpo di Achille; Monaco, Staatliche Antikensammlungen, 1712

Molte delle caratteristiche più comuni sui vasi del gruppo sono esemplificate dall'hydria conservata al British Museum, Londra B 327. L'immagine principale nel pannello sul corpo rappresenta una disputa tra due eroi benché non sia chiaro di quale episodio mitologico si tratti (si pensa alla contesa tra Aiace e Odisseo per il possesso delle armi di Achille). La composizione della scena è ottenuta mediante molta sovrapposizione tra le grandi figure che coprono gran parte dello sfondo creando un'immagine molto scura, con poco bianco e rosso aggiunti. Il bordo inferiore del pannello è costituito da una spessa fascia a palmette, mentre ai lati la scena è chiusa da bande verticali con foglie d'edera. Sulla spalla vi è una scena dionisiaca con Dioniso e Arianna tra satiri e menadi danzanti alla presenza di Ermes.
Nel tardo VI secolo a.C. si riscontra nella decorazione vascolare attica, stimolata dalle nuove possibilità tecniche concesse dalla ceramica a figure rosse, una nuova concezione della figura in rapporto allo spazio, che unita allo studio sistematico dell'anatomia porterà a una radicale trasformazione del disegno; le figure cominciano a rompere la regola del profilo e a presentare parte del corpo girata verso lo spettatore. Il Gruppo di Leagros recepisce le innovazioni introducendole entro i tradizionali schemi a figure nere. Nella vivace scena del rapimento di una donna sull'hydria del British Museum B 310, la gamba dell'eroe è vista frontalmente, in una posizione frequentemente adottata nei vasi a figure rosse (e.g. anfora di Eutimide a Monaco, 2309). Su un'hydria conservata a Monaco (n. inv. 1719) il nuovo atteggiamento verso la terza dimensione è ancora più evidente: Eracle in lotta con Gerione presenta gamba e busto in posizione frontale, inoltre l'anatomia dell'addome è curata in un modo sconosciuto al periodo precedente.
Tra i nuovi soggetti che iniziano a diffondersi nell'ultimo quarto del VI secolo a.C. vi è l'uccisione del gigante Alcioneo da parte di Eracle; lo troviamo sull'hydria del British Museum B 314 dove è anche da notare un modulo rappresentativo ricorrente sui vasi del gruppo: la quadriga tagliata dal bordo laterale del pannello. Altre avventure di Eracle non rappresentate fino a questo momento sono la lotta tra Eracle e Cicno che si trova sull'hydria di Monaco 1709, insieme con un'ulteriore rappresentazione della quadriga tagliata e questa volta su entrambi i lati del pannello e la battaglia con il gigante Anteo sull'hydria di Monaco 1708 sulla quale è riportata l'iscrizione "Leagros" (Λεαγρος), senza la formula di kalos.
L'hydria conservata al Martin von Wagner Museum di Würzburg (n. inv. 311) è l'unico vaso del gruppo originario sul quale il nome di Leagros sia stato iscritto all'interno della convenzionale formula di kalos; vi è rappresentata una scena tratta dal sacco di Troia: Neottolemo uccide Priamo sull'altare di Zeus. Due figure femminili ai lati sembrano invocare la vendetta divina e due mezze quadrighe chiudono l'immagine.
La scena di Enea che salva il padre Anchise è popolare nel tardo VI secolo a.C. e la troviamo sull'hydria di Monaco 1717, ma questo vaso è interessante soprattutto per la scena rappresentata sulla spalla: si tratta di una officina ceramica con al centro la figura del maestro anziano caratterizzato dai capelli bianchi.
Il tema di Aiace con il corpo di Achille non è nuovo ma è nuovo lo spirito con cui è trattato sull'hydria di Monaco 1712: Aiace è inginocchiato in mezzo alla battaglia, il senso del peso e dello sforzo è ben reso. Sullo sfondo la battaglia prosegue: sulla destra, un guerriero greco, forse Menelao o Odisseo, a sinistra, due troiani. Una piccola figura di guerriero in volo rappresenta lo spirito del defunto Achille.